# Beggars Banquet
Beggars Banquet is een album van de Engelse rockband The Rolling Stones, uit 1968. Het bevat Sympathy for the Devil, een van de bekendste Stones-nummers. Dit nummer eindigt vaak hoog op aller tijden-hitlijsten.

## Geschiedenis
Na te lange sessies voor het vorige album, besloten Mick Jagger en Keith Richards dat er iets nieuws moest toegevoegd worden aan de Stones. Jimmy Miller produceerde en bespeelde een aantal nummers op het album.
In het begin van 1968 had Brian Jones al te kennen gegeven dat als er geen ruimte was voor experimentele muziek op het nieuwe Stones-album, hij ermee zou stoppen. Hij speelt op bijna ieder nummer van Beggars Banquet mee, maar slechts op één nummer speelt hij gitaar: de slidegitaar op No Expectations. Verder speelde Jones op dit album de mondharmonica, sitar, tambura, mellotron en backing vocals. Toen Brian de uiteindelijke opnames hoorde moest hij gemerkt hebben dat zijn experimentele bijdragen soms nog maar nauwelijks te horen waren op het eindresultaat. Dit moet de reden zijn geweest dat hij voor de Let It Bleed-sessies niet meer kwam opdagen. 
De release van dit album was gepland voor de zomer van 1968, maar omdat Mick Jagger en Decca Records het niet met elkaar eens konden worden over wat voor hoes het album moest krijgen, verscheen het pas in december van 1968. Niet al te lang na het uitkomen van dit album (de lente van 1969) werd Brian Jones officieel ontslagen.

## Albumhoes
Er zijn twee verschillende albumhoezen van het album. De versie die Decca Records wilde verscheen als eerste in 1968. Dit is een witte hoes met letters in stijl van een deftige uitnodiging. De hoes die The Stones aanvankelijk wilden, werd pas later uitgegeven. Deze hoes toont een toiletruimte met bekladde muren. De binnenhoes toont de vijf Rolling Stones die in zwerverskleding aan een banket zitten, omringd door een hond en enkele katten. Dit beschrijft letterlijk de albumtitel, Beggars Banquet.

## Nummers
- Alle nummers zijn geschreven door Mick Jagger en Keith Richards tenzij anders aangegeven.
  1. Sympathy for the Devil
  2. No Expectations
  3. Dear Doctor
  4. Parachute Woman
  5. Jigsaw Puzzle
  6. Street Fighting Man
  7. Prodigal Son (Robert Wilkins)
  8. Stray Cat Blues
  9. Factory Girl
  10. Salt Of The Earth

## Bezetting

### The Rolling Stones
- Mick Jagger - zang, mondharmonica
- Brian Jones - akoustische slide gitaar, harmonica, percussie, sitar, tanpura, mellotron
- Keith Richards - akoestische, elektrische en slidegitaar, bas, zang
- Charlie Watts - drums, tabla op "Factory Girl"
- Bill Wyman - basgitaar, autoharp

### Overige muzikanten
- Nicky Hopkins – piano, orgel
- Ian Stewart - piano
- Dave Mason - shehnai (een Indiase hobo) op Street Fighting Man
- Ric Gretch - viool op Factory Girl
- Rocky Dijon - conga's op Factory Girl

## Hitlijsten
Album
| Jaar | Hitlijst             | Notering |
| ---- | -------------------- | -------- |
| 1968 | UK Albums Chart      | 3        |
| 1969 | Billboard Pop Albums | 5        |

Single
| Jaar | Single              | Hitlijst           | Notering |
| ---- | ------------------- | ------------------ | -------- |
| 1968 | Jumpin' Jack Flash  | UK Singles Chart   | 1        |
| 1968 | Jumpin' Jack Flash  | Nederlandse Top 40 | 2        |
| 1968 | Jumpin' Jack Flash  | Billboard Hot 100  | 3        |
| 1968 | Street Fighting Man | Nederlandse Top 40 | 8        |
| 1968 | Street Fighting Man | Billboard Hot 100  | 48       |
| 1971 | Street Fighting Man | UK Singles Chart   | 21       |